# Nutzungsdauer
Unter der Nutzungsdauer (oder Nutzungszeit) versteht man in der Betriebswirtschaftslehre und im Steuerrecht den Zeitraum, in welchem ein Gebrauchs- oder sonstiger Vermögensgegenstand betrieblich genutzt wird oder genutzt werden kann.

## Allgemeines
Als Nutzungsdauer wird allgemein auch der Zeitraum zwischen der Investition und dem Zeitpunkt der Desinvestition eines Wirtschaftsguts verstanden. Die Desinvestition muss jedoch nicht mit dem Ende der Nutzungsdauer übereinstimmen; das Ende der Nutzungsdauer kann bereits zuvor bei der Stilllegung eingetreten sein. Die Nutzungsdauer hängt von der Nutzung, Abnutzung und dem endgültigen Verschleiß von Gegenständen zusammen, manchmal auch von deren qualitativer Obsoleszenz. Da die voraussichtliche Nutzungsdauer die Zukunft betrifft, kann sie nur durch Schätzung ermittelt werden, wobei Erfahrungswerte zu berücksichtigen sind.

## Arten
Man unterscheidet die technische, wirtschaftliche und rechtliche Nutzungsdauer. Die technische Nutzungsdauer hängt davon ab, wie lange ein Gegenstand eine nutzbare technische Leistung erbringen kann. Bei der technischen Abnutzung wird ein unter üblichen Bedingungen arbeitender Betrieb (auch branchenüblicher Schichtbetrieb) unterstellt. Die Nutzungsdauer kann durch Instandhaltung, Reparatur und Wartung verlängert werden. Die wirtschaftliche Nutzungsdauer entspricht maximal der technischen Nutzungsdauer, ist meist jedoch kürzer als diese. Die wirtschaftliche Nutzungsdauer ist der Zeitraum, in dem ein Vermögensgegenstand wirtschaftlich sinnvoll (rentabel) genutzt werden kann. Die wirtschaftliche Nutzungsdauer endet, wenn die Wirtschaftlichkeit und/oder Produktivität sich dermaßen verschlechtern, dass sich der Gewinn vermindert. Rechtliche Nutzungsdauern ergeben sich meist aus der Laufzeit von Verträgen wie Konzessionen, Leasing, Lizenzen, Miete, Pacht oder Patenten.
Der Rechtsbegriff der betriebsgewöhnlichen Nutzungsdauer aus § 7 Abs. 1 EStG besagt lediglich, dass sich hiernach der Zeitraum der Absetzung für Abnutzung richtet. Als betriebsgewöhnliche Nutzungsdauer des Geschäfts- oder Firmenwerts eines Gewerbebetriebs oder eines Betriebs der Land- und Forstwirtschaft gilt nach dieser Vorschrift ein Zeitraum von 15 Jahren. Die betriebsgewöhnliche Nutzungsdauer von Gegenständen des Sachanlagevermögens ergibt sich aus der AfA-Tabelle.
Ferner wird unterschieden zwischen geschätzter und tatsächlicher Nutzungsdauer.

### Geschätzte Nutzungsdauer, geplante Nutzungsdauer
Hierunter versteht man die geplante Dauer der Nutzung eines Anlagegutes in einem Betrieb. Diese Dauer und der entsprechende Zeitraum ist die Basis für die reguläre Abschreibung des Wirtschaftsgutes. Grundlage für die Ermittlung der Nutzungsdauer bilden Erfahrungswerte, die für die betriebswirtschaftliche Kostenrechnung angesetzt werden. Für Geräte im Bauwesen werden die Nutzungsdauern in der Baugeräteliste in Nutzungsjahren (identisch mit den Angaben in den amtlichen AfA-Tabellen) und in Vorhaltemonaten oder Betriebsstunden angegeben.

### Tatsächliche Nutzungsdauer
Im Gegensatz zur geschätzten Nutzungsdauer steht die tatsächliche Nutzungsdauer erst nach Beendigung des Nutzungsvorgangs definitiv fest. Die tatsächliche Nutzungsdauer ist abhängig von den folgenden Einflussfaktoren:
- Baustoffqualität,
- Ausführungsqualität (z. B. Zusammenbau und Montage),
- Natürliche Einflussfaktoren (z. B. Wind, Niederschlag, Luftfeuchtigkeit, Globalstrahlung),
- Menschliche Einflussfaktoren (z. B. Abnutzung durch Gebrauch),
- Beziehungen zwischen den Bauelementen (z. B. durch Schutzmechanismen wie Anstriche auf Holz (positive Beeinflussung) oder  Kontaktkorrosion verschiedener Metalle (negative Beeinflussung)),
- Instandhaltung (z. B. Wartungsarbeiten wie Reinigen, Konservieren, Schmieren oder Instandsetzungsarbeiten).

Mithilfe der Investitionsrechnung kann die betriebswirtschaftlich optimale Nutzungsdauer bestimmt werden.

### Grundstücksbewertung
Eine besondere Bedeutung haben die Begriffe Gesamtnutzungsdauer und Restnutzungsdauer bei der Grundstücksbewertung. Restnutzungsdauer meint die Anzahl der Jahre, in denen eine bauliche Anlage bei ordnungsgemäßer Unterhaltung und Bewirtschaftung voraussichtlich noch wirtschaftlich genutzt werden kann (§ 6 Abs. 6 ImmoWertV). Sie errechnet sich aus der Gesamtnutzungsdauer (Anl. 3 der Sachwertrichtlinie = SW-RL).
Besonderheit hierbei ist, dass nicht die Dauer der rein technischen Nutzbarkeit eines Gebäudes betrachtet wird, sondern der Zeitraum, in welchem eine Nutzung „zu ortsüblich erzielbaren Mieten“ erfolgen kann. Ist dies aufgrund von Schäden und/oder Überalterung der Bausubstanz nicht mehr möglich, so spricht die Sachwertrichtlinie von „wirtschaftlicher Überalterung“ (Nr. 6.3. SW-RL), und die Gesamtnutzungsdauer ist erreicht. Hintergrund ist die Verzinsung des im Objekt gebundenen Kapitals. Erreicht der Ertragswert des Objekts (aufgrund von Überalterung) keine Kapitalverzinsung mehr, die der Verzinsung „vergleichbarer Objekten zu marktüblichen Konditionen“ entspricht, so ist von einer Marktgängigkeit nicht mehr auszugehen – und die Grenze der wirtschaftlichen Nutzbarkeit (Nutzungsdauer) ist erreicht. Fahrstuhlanlagen oder Heizungsanlagen, welche nur der Nutzung eines Gebäudes dienen, sind steuerrechtlich unselbständige Bestandteile und unterliegen deshalb der AfA (Absetzung für Abnutzung) des Gebäudes.
Ein weiterer Aspekt ist in diesem Zusammenhang der Faktor der Modernisierung (Anl. 4 SW-RL). Durch Modernisierungen können die Gesamt- und die verbleibende Restnutzungsdauer über den ursprünglich angenommenen Zeitraum hinaus verlängert werden (sog. modifizierte Restnutzungsdauer). Beträgt beispielsweise die angenommene Gesamtnutzungsdauer eines Gebäudes 80 Jahre, das aktuelle Alter liegt bei 40 Jahren (= Restnutzungsdauer 40 Jahre) so liegt die durch Modernisierungen modifizierte Restnutzungsdauer möglicherweise bei 55 Jahren. Die neue Restnutzungsdauer ist nach einem spezifischen (in der SW-RL Anlage 4 definierten) Verfahren zu ermitteln. Entsprechend verändert sich die Alterswertminderung.

## Nutzungsdauer ausgewählter Gebrauchsgegenstände
Die Nutzungsdauer ausgewählter Gebrauchsgegenstände lässt sich aus Erfahrungswerten der Vergangenheit ablesen:
| Gerät                                       | Nutzungsdauer (in Jahren) |
| ------------------------------------------- | ------------------------- |
| Klimaanlagen                                | 5–10                      |
| Fernsehgeräte                               | 8–10                      |
| Geschirrspüler, Staubsauger, Waschmaschinen | 10–13                     |
| Personenkraftwagen                          | 5–15                      |
| Rundfunkgeräte aller Art                    | 6–15                      |
| Kühlgeräte, Kühlschränke                    | 8–16                      |
| Lastkraftwagen, Omnibusse                   | 10–20                     |
| Elektroherde, Heizgeräte                    | 16–20                     |
| Elektrorasierer                             | > 20                      |
| Bauwerke                                    | > 40                      |
| Möbel                                       | 3–60                      |

Verschiedene Einflussgrößen wie Bedienungsfehler, geplante Obsoleszenz, Korrosion, technische Daten oder Übernutzung können die Nutzungsdauer verkürzen.

## Rechtsfragen
Im Handelsrecht wird verlangt, dass bei Gegenständen des Anlagevermögens, deren Nutzung zeitlich begrenzt ist, die Anschaffungs- oder die Herstellungskosten um planmäßige Abschreibungen zu vermindern sind (§ 253 Abs. 3 HGB). Diese Kosten für einen Gegenstand werden nach einem Plan auf die Geschäftsjahre verteilt, in denen er voraussichtlich im Unternehmen genutzt werden kann. Dafür sind noch die Abschreibungsmethode und die Nutzungsdauer aufgrund der AfA-Tabelle festzulegen.

## Wirtschaftliche Aspekte
Im Sinne des Shareholder Value ist jene Nutzungsdauer eines Investitionsobjektes optimal, bei welcher der Kapitalwert eines Unternehmens für die Gesellschafter maximal wird. Die optimale Nutzungsdauer hängt wesentlich von der Entscheidung ab, ob und wann eine Ersatzinvestition getätigt wird.
Die Nutzungsdauer bestimmt die Höhe und Dauer einer Abschreibung. Sie ist auch für die Bemessung von Gewährleistungsfristen der Hersteller maßgebend. Insbesondere durch Instandhaltung, Reparatur und Wartung kann die Nutzungsdauer verlängert werden, was sich bei der Anschaffung eines Gegenstands schwer prognostizieren lässt. Die Nutzungsdauer ist im Regelfall kürzer als die technische Lebensdauer, weil die Nutzung veralteter Gegenstände meist nicht mehr rentabel ist.
Bei einer erwarteten Nutzungsdauer von 2 Jahren einer zu erwerbenden Maschine ergibt sich folgende Berechnung:
{\displaystyle AK=Q_{1}+{\frac {Q_{2}}{1+R}}}.
Hierin sind

{\displaystyle AK} Anschaffungskosten der Investition

{\displaystyle Q_{1}} Nettoeinnahmen der Investition im ersten Jahr

{\displaystyle Q_{2}} Nettoeinnahmen der Investition im zweiten Jahr

{\displaystyle R} Grenzleistungsfähigkeit des Kapitals (Investitionsrendite).

Kostet beispielsweise eine Maschine 1.000 Euro bei zwei Jahren Nutzungsdauer und erwartet der Unternehmer im ersten Jahr 500 Euro und im zweiten Jahr 540 Euro Nettoeinnahmen durch die Maschine, so ergibt sich eine Grenzleistungsfähigkeit des eingesetzten Kapitals von 8 %. Liegt der Marktzins bei 7 %, wird investiert, liegt er über 8 %, unterbleibt die Investition. Hieraus kann abgeleitet werden, dass eine längere Nutzungsdauer – bei gegebenen Nettoeinnahmen – zu einer höheren Grenzleistungsfähigkeit führt und damit die Wahrscheinlichkeit einer Investition zunimmt.